# Campeonato Sudamericano de Voleibol Masculino Sub-23 de 2014
El I Campeonato Sudamericano de Voleibol Masculino sub-22 es un torneo de selecciones que se llevará a cabo en Sacuarema, Brasil del 08 al 12 de octubre de 2014. El torneo es organizado por la Confederación Sudamericana de Voleibol (CSV) y otorga dos cupos para el Campeonato Mundial de Voleibol Masculino Sub-23 de 2015.

## Equipos participantes
- Argentina
- Brasil
- Chile
- Colombia
- Paraguay
- Uruguay

## Campeón
| Brasil           |
| Campeón          |
| Brasil 1° título |

## Posiciones finales
| Pos | Equipo    |
| --- | --------- |
|     | Brasil    |
|     | Argentina |
|     | Chile     |
| 4   | Colombia  |
| 5   | Uruguay   |
| 6   | Paraguay  |

## Clasificados alCampeonato Mundial de Voleibol Masculino sub-23 de 2015
| Bandera de Brasil | Bandera de Argentina |
| Brasil            | Argentina            |